# Notepad2
Notepad2 è un editor di testo open source per Microsoft Windows, disponibile con licenza BSD.

## Storia
È stato scritto da Florian Balmer sulla base della libreria Scintilla e la prima versione risale all'aprile 2004. Balmer ha basato Notepad2 sul principio dell'originale Notepad della Microsoft: piccolo, veloce, e usabile.
Balmer ha dichiarato che alcune caratteristiche probabilmente non saranno mai implementate in Notepad2 in quanto andrebbero oltre il suo obiettivo di progettazione di un semplice blocco note. Fra le caratteristiche non previste vi è la frequentemente richiesta interfaccia a schede (tab) per gestire documenti multipli. Altre funzionalità mancanti come Code folding, associazioni di file e segnalibri sono disponibili attraverso modifiche, disponibili dalla homepage. A partire da Notepad2 4.2.25-rc6 è disponibile anche una versione a 64 bit del programma.

## Caratteristiche
È caratterizzato dalla presenza di syntax highlighting per molti linguaggi di programmazione: ASP, Assembly, C, C++, C#, Common Gateway Interface (CGI), CSS, HTML, Java, JavaScript, NSIS, Pascal, Perl, PHP, Python, SQL, Visual Basic, VBScript, XHTML e XML.
Supporta il syntax highlighting anche per i seguenti formati di file: BAT, Diff, INF, INI, REG (chiavi del registro di Windows) e per i file di configurazione (.properties).
Altre caratteristiche di Notepad2:
- Auto indentazione
- Corrispondenza parentesi
- Conversione codifica tra formati ASCII, UTF-8, e UTF-16
- Undo/redo mulitpli; selezione blocco rettangolare
- Conversione Newline tra formati DOS (CR/LF), Unix (LF), e Macintosh (CR)
- Ricerca e sostituzione basati su Espressioni Regolari

## Usare Notepad2 al posto del blocco note di Windows
- Aprire il prompt come amministratore (tasto destro, esegui come amministratore).

```
 (Se UAC è disabilitato si può aprire il prompt normalmente)
```

- Prendiamo il controllo di notepad.exe usando i seguenti comandi:

```
 takeown /f C:\Windows\System32\notepad.exe
 takeown /f C:\Windows\notepad.exe
```

- Acquisiamo i diritti usando:

```
 cacls C:\Windows\System32\notepad.exe /G <username>:F (sostituire <username> con il proprio nome utente)
 cacls C:\Windows\notepad.exe /G <username>:F (sostituire <username> con il proprio nome utente)
```

- Usando esplora risorse, rinominare C:\Windows\System32\notepad.exe in C:\Windows\System32\notepad-bak.exe
- Usando esplora risorse, rinominare C:\Windows\notepad.exe in C:\Windows\notepad-bak.exe
- Rinominare Notepad2.exe in notepad.exe e copiarlo in C:\Windows\System32\notepad.exe
- Rinominare Notepad2.exe in notepad.exe e copiarlo in C:\Windows\notepad.exe
- Disabilitare gli avvisi di protezione in modo da lanciare notepad senza avvisi vari.
- Copiare il file di configurazione Notepad2.ini in C:\Windows.